# イ・ハンスク
イ・ハンスク（ハングル表記：이한숙）は、大韓民国の韓国放送公社(KBS) に所属したアナウンサー。延世大学校の心理学科を卒業した。ニュース番組のアンカーを務めた。